# Federazione calcistica di Mauritius
La Federazione calcistica di Mauritius (in inglese Mauritius Football Association, acronimo MFA) è l'ente che governa il calcio a Mauritius.
Fondata nel 1952, si affiliò alla FIFA nel 1962, e alla CAF nel 1963. Ha sede nella capitale Port Louis e controlla il campionato nazionale, la coppa nazionale e la squadra nazionale del paese.